# Bad Godesbergprogrammet

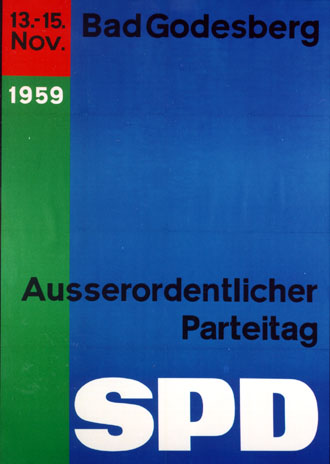
Plakat

Bad Godesbergprogrammet, tyska Godesberger Programm, var de tyska socialdemokraternas partiprogram antaget i Bad Godesberg 1959 av Tysklands socialdemokratiska parti
Bad Godesbergprogrammet är främst notabelt då det innebar att SPD frångick sina marxistiska ideal, närmade sig marknadsekonomi och kapitalism. Målet med programmet var en breddning av partiets väljarpotential. Genom att mjuka upp socialistiska målsättningar kunde partiet närma sig medelklassväljarna.
Programmet innebar att SPD ändrade flera av sina gamla ståndpunkter och klargjorde att man ville ha en frihetlig socialism och en liberal demokrati. Man övergav kravet på socialiseringar och planekonomi, och istället bekände man sig till marknadsekonomin. Man tog också bort kravet om "borttagande av det borgerliga klasshärskarskapet" (Ablösung bürgerlicher Klassenherrschaft). De centrala delarna i programmet är rättsstaten, den sociala marknadsekonomin och människans utveckling. 
I utformningen av Bad Godesbergprogrammet spelade Herbert Wehner en stor roll. 
Bad Godesbergprogrammet ersattes 1989 av Berlinprogrammet.